# Rhomboptila conscripta
Rhomboptila conscripta là một loài bướm đêm trong họ Geometridae.